# Setsubun

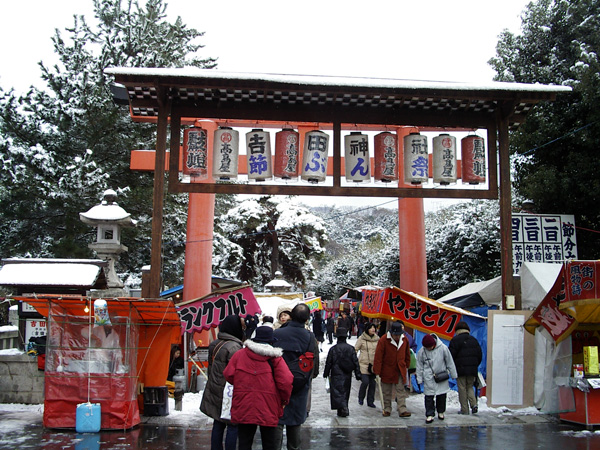
Celebración del Setsubun en la capilla Shinto Yoshida, en Kioto.

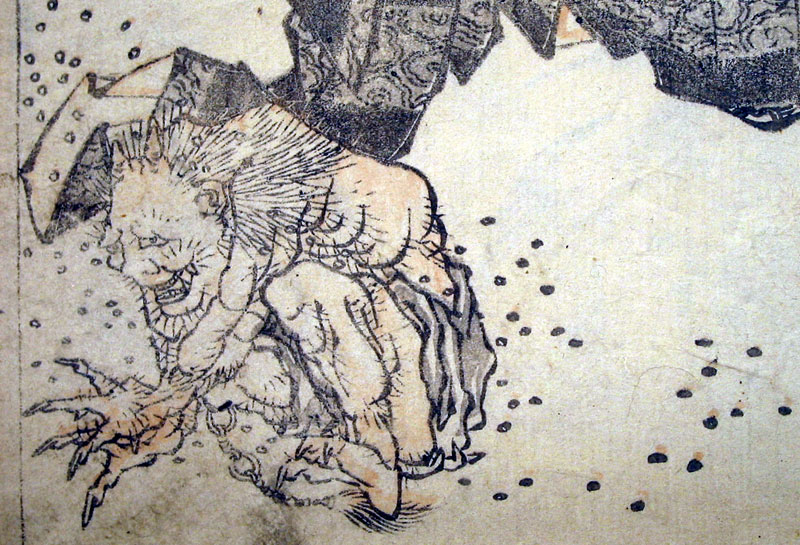
Parte de un grabado de Katsushika Hokusai en donde un Oni es ahuyentado por semillas de soja.

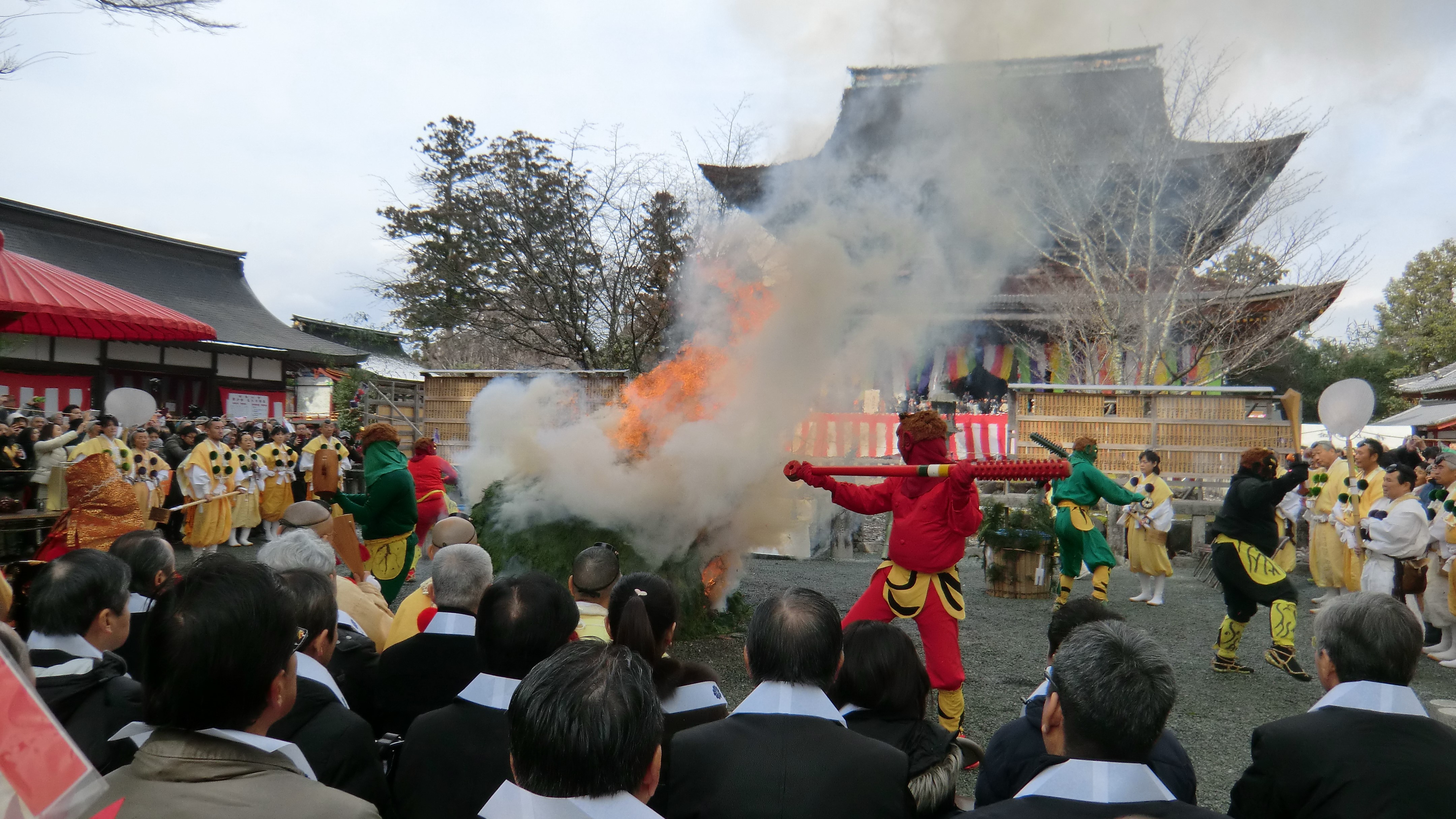
Kinpusen-ji

El Setsubun (節分?) es una celebración japonesa llevada a cabo el día antes del comienzo de una nueva estación del año. El nombre significa literalmente "separación de estaciones", pero en general el término hace referencia al setsubun de primavera, llamado correctamente risshun (立春?), celebrado anualmente el día 3 de febrero. En asociación con el Año Nuevo Chino, el setsubun de primavera puede ser considerado como un tipo de Nochevieja, y además está acompañado por un ritual especial para echar toda la maldad del año anterior y alejar los demonios en el nuevo año. Este ritual es conocido como mamemaki, literalmente dispersar habichuelas.

## Mamemaki
El mamemaki es usualmente llevado a cabo por el toshiotoko de la casa, por ejemplo, el hombre que nació en el año del animal correspondiente del zodiaco chino, o el hombre cabeza de la casa. Le son lanzadas un tipo en particular de semillas de soja llamadas irimame a la puerta o a un miembro de la familia que lleva una máscara de oni, mientras los que lanzan dicen "Oni wa soto! Fuku wa uchi!'' (鬼は外福は内). El significado literal de las palabras es "¡Fuera los oni, que venga la buena suerte!" Las semillas son lanzadas de forma simbólica para purificar la casa echando fuera los malos espíritus y alejando la mala suerte y la mala salud con ellos. Luego, como parte de traer la buena suerte, se acostumbra comer las semillas de soja, una por cada año de vida, y en algunos lugares, una por cada año de vida más una por el año venidero a modo de traer buena suerte para ese año.

## Otras prácticas
En los templos budistas y capillas shinto por todo el país existen celebraciones para el setsubun. Sacerdotes e invitados especiales lanzan a la gente semillas de soja tostadas (algunas envueltas en hojas de color oro o plata), pequeños sobres con dinero, dulces y otros regalos. En algunas capillas grandes, incluso son invitadas celebridades y luchadores de sumo, y algunos de estos eventos son emitidos en la televisión nacional. En la actualidad, es costumbre comer rollos de ehō-maki sin cortar la noche del setsubun mientras se mira en dirección de la buena suerte del año venidero, determinada por el símbolo del zodiaco de ese año. Las cartas son distribuidas y ocasionalmente acompañadas con un ehō-maki durante el mes de febrero. Las familias también ponen pequeñas decoraciones con cabezas de sardinas y ramas de acebo en las entradas de sus casas de modo que lo espíritus malignos no entren.

## Variaciones regionales
Aunque la práctica de comer maki-zushi en setsubun está históricamente asociada con el área de Kansai en Japón, la práctica se ha hecho popular a nivel nacional en gran parte por los esfuerzos de mercadeo de restaurantes.
En la región de Tohoku, la cabeza de la familia lleva un irimame en su mano, ora en la capilla de la familia, y luego lanza las semillas santificadas por la puerta.
Hoy en día se utilizan en ocasiones cacahuetes en lugar de semillas de soja.
Hay algunas variaciones del famoso Oni wa soto! Fuku wa uchi. En la región de Fukushima, el canto es acortado a "鬼は外! 福は内!" (Oni wa soto! Fuku wa uchi!). En la ciudad de Aizuwakamatsu, la gente dice "鬼の目玉ぶっつぶせっ！" (Oni no medama buttsubuse!).